# Плевел
Понятието плевел в земеделието се отнася до всеки див или полукултурен вид, който се намира в посева (насаждението) от културни растения въпреки волята на човека (производителя). В посева (насаждението) често попадат по различни причини и културни растения, които оказват същите вреди като плевелите, поради което е прието да се наричат условни плевели.

## Вреда от плевелите
Вредата от плевелите се проявява повсеместно, ежегодно и през целия вегетационен период, във всички посеви и насаждения. Плевелите:
- Влошават условията за развитие на културните растения, тъй като:
  - усвояват влагата в почвата
  - усвояват хранителните вещества в почвата
  - заглушават или засенчват културните растения
  - паразитните плевели черпят храна директно от растенията
- Спомагат за развитието и разпространението на болестите и неприятелите по културните видове, тъй като са техни основни или междинни гостоприемници.
- Затрудняват извършването на механизирани работи, в т.ч.:
  - на обработката на почвата – намирайки се посева или причинявайки полягане на културните растения;
  - на прибирането – увивайки се около културните растения и т.н.
- Влошават качеството на продукцията. Примери:
  - Къклицата, попаднала в зърното от пшеница и оттам в брашното, придава на хляба горчив вкус;
  - някои плевели, попаднали във фуража и консумирани от животните, влошават цвета и вкуса на млякото;
  - редица плевели са отровни и, попаднали в продукцията, я правят опасна за живота и здравето на хората и животните;
  - редица плевели имат бодли и осили, които нараняват устната кухина на продуктивните животни и т.н.

## Биологични особености на плевелите
Дивите плевели проявяват силна приспособимост към условията на средата и към определени култури, което затруднява борбата с тях. Ето по-важните общи биологични особености на плевелите:
- Лесно разпространение. Голяма част от плевелите са приспособени за лесно разпространение на големи разстояния чрез:
  - вятъра
  - водата (стичаща се след валеж вода)
  - животните – като полепват по козината им или са устойчиви на храносмилателната им система и запазват къляемост след изхвърлянето им с фекалиите;
  - човека и машините – като полепват по дрехи и пр.
- Висок коефициент на размножаване, като:
  - образуват голям брой семена от едно растение (до 5 млн. при щира)
  - запазват къляемостта на семената продължително време (4 – 7 години)
  - размножават се вегетативно чрез коренища и подземни стъбла (троскот, балур, повитица)
- Приспособяване към неблагоприятни условия – виреят успешно както при влажни, така и при сушави условия, както на богати, така и на бедни почви, пластични са към реакцията на почвения разтвор.
- Други особености:
  - да се осеменяват преди узряването на културния вид
  - да дават по няколко поколения на година
  - да формират подобни по големина и форма семена, както културния вид, към който са приспособени (това пречи за тяхното почистване) и пр.

## Биологични групи плевели
Според начина на хранене плевелите се делят на:
- непаразитни (автотрофно, самостоятелно хранене)
  - монокарпни – еднократно плододаващи, едногодишни и двугодишни видове
  - поликарпни – многократно плододаващи многогодишни видове.
- паразитни (хетеротрофно, несамостоятелно хранене)

Пълната биологична класификация на плевелите в България има следния вид:

### Непаразитни плевели

#### А. Монокарпни
- Едногодишни
  - Ефемерни (великденче и др.)
  - Ранни пролетни (див овес, полски синап и др.)
  - Късни пролетни (кощрява, кокоше просо, обикновен щир и др.)
  - Зимно-пролетни (синя метличина, полско лютиче и др.)
  - Зимни
- Двугодишни (див морков, магарешки бодил, лечебна комунига и др.)

#### Б. Поликарпни (многогодишни)
- Размножаващи се предимно чрез семена
  - Чимообразуващи
  - С брадат корен
  - С вретеновиден корен
- Размножаващи се предимно вегетативно
  - С пълзящи стъбла
  - Луковични
  - Коренищни (троскот, балур, бял равнец и др.)
  - Кореновоиздънкови (паламида, повитица и др.)

### Паразитни плевели

#### А. Пълни паразити
- Стъблени (кускута)
- Коренови (синя китка)